# Cladosporium nigrellum
Cladosporium nigrellum är en svampart som beskrevs av Ellis & Everh. 1893. Cladosporium nigrellum ingår i släktet Cladosporium och familjen Davidiellaceae.   Inga underarter finns listade i Catalogue of Life.